# The Jeopardy Room
"The Jeopardy Room" is een aflevering van de Amerikaanse televisieserie The Twilight Zone. Het scenario werd geschreven door Rod Serling.

## Plot

### Opening
Rod Serling vertelt de kijker dat de aflevering van vanavond om een kat-en-muisspel draait. Het slachtoffer: majoor Ivan Kuchenko. Hij heeft, als alles gaat zoals gepland, nog drie tot vier uur te leven. Maar de onwetendheid van zowel hem zelf als de jager maakt dat beide reeds een stap hebben gezet, in the Twilight Zone.

### Verhaal
Voormalige KGB-major Ivan Kuchenko zit vast in een hotelkamer daar hij geprobeerd heeft over te lopen naar de Verenigde Staten. Dit is niet onopgemerkt gebleven en een huurmoordenaar genaamd Vassiloff is met zijn assistent Boris ingezet om Ivan uit de weg te ruimen. Ze houden hem in de gaten van achter een raam aan de andere kant van de straat. Vassiloff is een sadistische moordenaar die Ivan al eerder die dag heeft opgezocht. Hij deed toen alsof hij zich overgaf en bood hem iets te drinken aan, maar in dat drinken zat een slaapmiddel.
Wanneer Ivan wakker wordt, ontdekt hij dat Vassiloff een bom heeft verborgen in de kamer. De bom zal volgens Vassiloff over drie uur af gaan. Ivan kan de hotelkamer niet verlaten daar Boris en Vassiloff hem van achter hun raam voortdurend onder schot houden. Hij kan dus kiezen: vluchten en neergeschoten worden, of blijven en wachten tot de bom ontploft.
Ivan ontdekt dat de bom verborgen zit in de telefoon en zo is afgesteld dat hij zal afgaan zodra iemand de hoorn oppakt. Via een list slaagt Ivan erin uit de hotelkamer te ontsnappen zonder te worden neergeschoten. Even later gaan Vassiloff en Boris naar de hotelkamer om te kijken hoe hun plan kon mislukken. Dan gaat de telefoon en Boris neemt zonder erbij na te denken de hoorn op. De bom gaat af en Boris en Vasiloff komen om in de explosie. Het telefoontje kwam van Ivan, die nu eindelijk vrij is.

### Slot
Rod Serling benadrukt dat Ivan Kuchenko nu een vrij man is. Hij vertelt de kijker dat Vassiloff vergat dat er altijd twee partijen zijn bij een argument.

## Rolverdeling
- Martin Landau: Major Ivan Kuchenko
- John van Dreelen: Commissar Vassiloff
- Robert Kelljan: Boris

## Trivia
- Ironisch genoeg was John van Dreelen tijdens de Tweede Wereldoorlog ontsnapt uit een naziconcentratiekamp.
- Deze aflevering was ongewoon voor de Twilight Zone omdat er geen elementen van het bovennatuurlijke of sciencefiction in voorkwamen. Dit gebeurde ook in “The Silence” en “The Shelter."
- De bandrecorderscène is gelijk aan die in het begin van de Mission: Impossible-afleveringen.